# Loxosoma nung
Loxosoma nung är en bägardjursart som beskrevs av Nielsen 1996. Loxosoma nung ingår i släktet Loxosoma och familjen Loxosomatidae. Inga underarter finns listade i Catalogue of Life.